# Marenplan

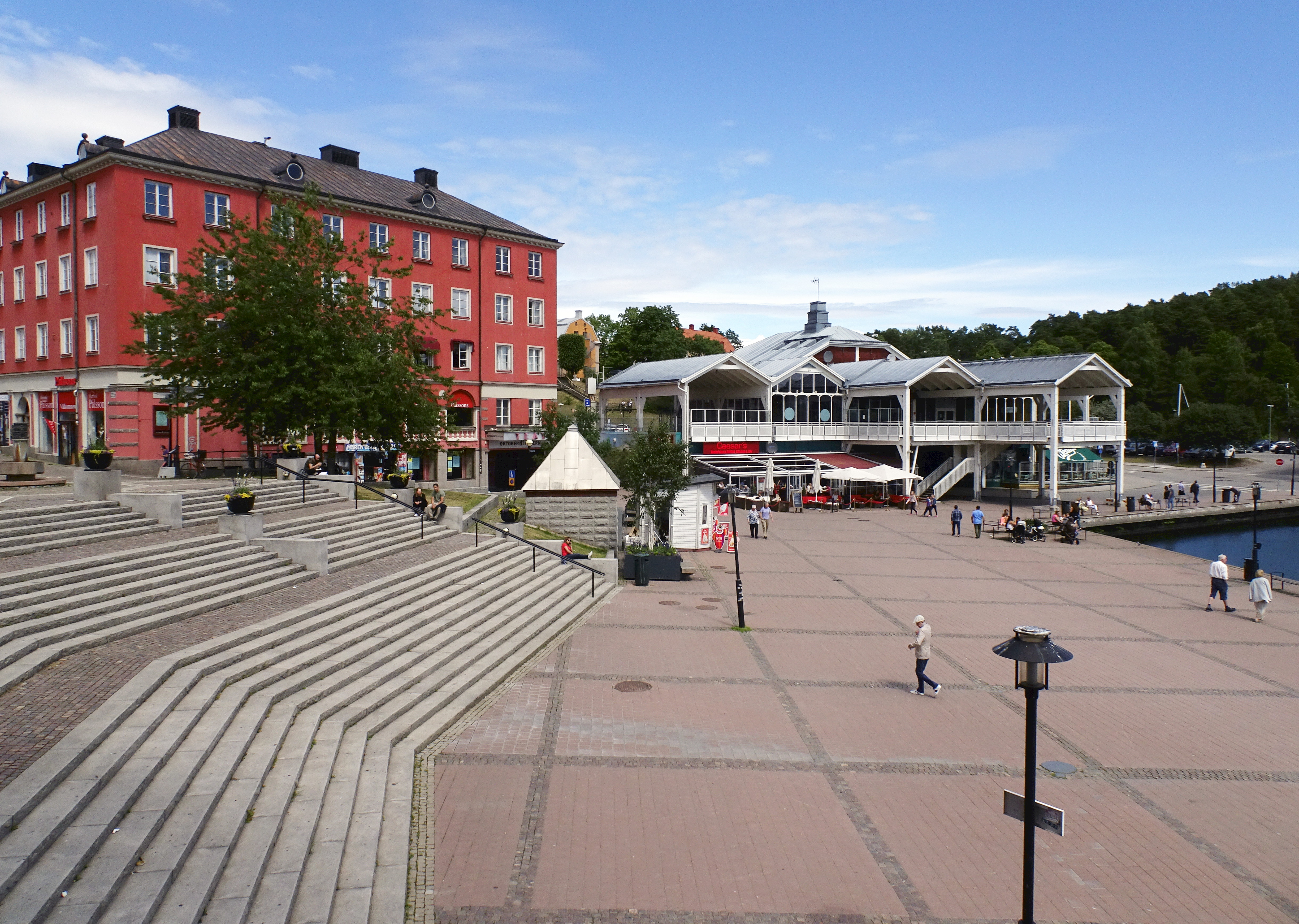
Marenplan med Marentrappan, 2017.

Marenplan (tidigare Stadshamnen) är ett torg i centrala Södertälje i Stockholms län. Torget är beläget intill sjön Marens norra kajområde. Marenplan utmärker sig igenom den karaktäristiska så kallade "Spanska trappan", som egentligen heter Marentrappan och tillkom 1990-talet. Trappan förbinder torget med Olof Palmes plats, Järnagatan och Storgatan.

## Beskrivning

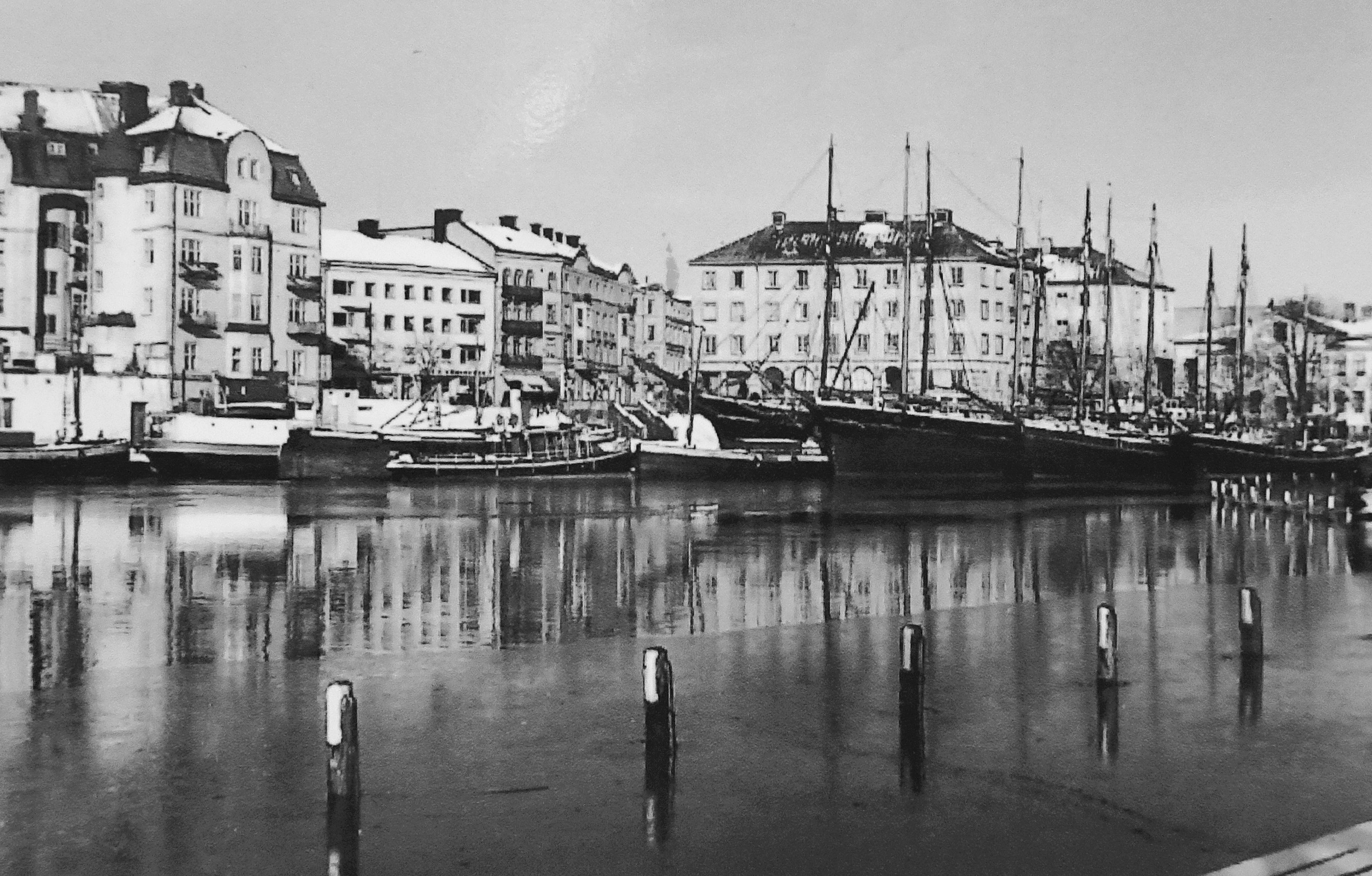
Maren och Stadshamnen på 1940-talet.

Marenplan kallades tidigare för Stadshamnen, och var Södertäljes viktigaste hamn ända fram till anläggandet av Mälarhamnen år 1880. Vid stadshamnen anlade fartyg med varor, som de sedan sålde vidare endera till handlare eller direkt till privatpersoner som väntade vid hamnen. Båttrafiken till inre Maren upphörde inte förrän 1963, då Marenbron uppfördes. 
Platsen omgestaltades i slutet på 1980-talet. Södertäljes nöjesliv är till stor del koncentrerat till området kring Marenplan. Under början av 2000-talets första decennium har även områdena omkring Marenplan fått ett ökat antal krogar. Exploateringen har främst skett på Slussholmen, Strandgatan och Järnagatan.
Dominerande vid Marenplan ligger den röda byggnaden (fastigheten Castor 5) från 1928 med Oktoberteatern och den mindre scenen Sagateatern. Tidigare fanns här biograf Castor, ritad av Tore E:son Lindhberg. Castor var stadens största biograf med 600 sittplatser. Lindhberg ritade salongen och den klassicistiska inredningen utfördes av Einar Forseth och John Broberg. Castor var först med ljudfilm i Södertälje.
Mot öster begränsas Marenplan av Sorbonska huset, uppkallad efter fotografen David Sorbon som hade sin fotoateljé här. Sorbon var en duktig porträttfotograf samt hovfotograf och känd i Södertälje. Sorbonska huset byggdes 1907 efter ritningar av arkitekt Hjalmar Cederström och är en av Södertäljes bevarade jugendbyggnader.
Nyaste tillskottet i bebyggelsen är en stor restauranganläggning som uppfördes 1996 öster om Oktoberteatern. För byggnadens formgivning stod arkitekt Erik Solberg som inspirerades av  en traditionell fiskebodshamn.
På Marenplan har man även haft ett flertal festivaler och evenemang varje år. Dessa har främst ägt rum under sommarhalvåret, då Marenplan även får flera uteserveringar.

## Bilder

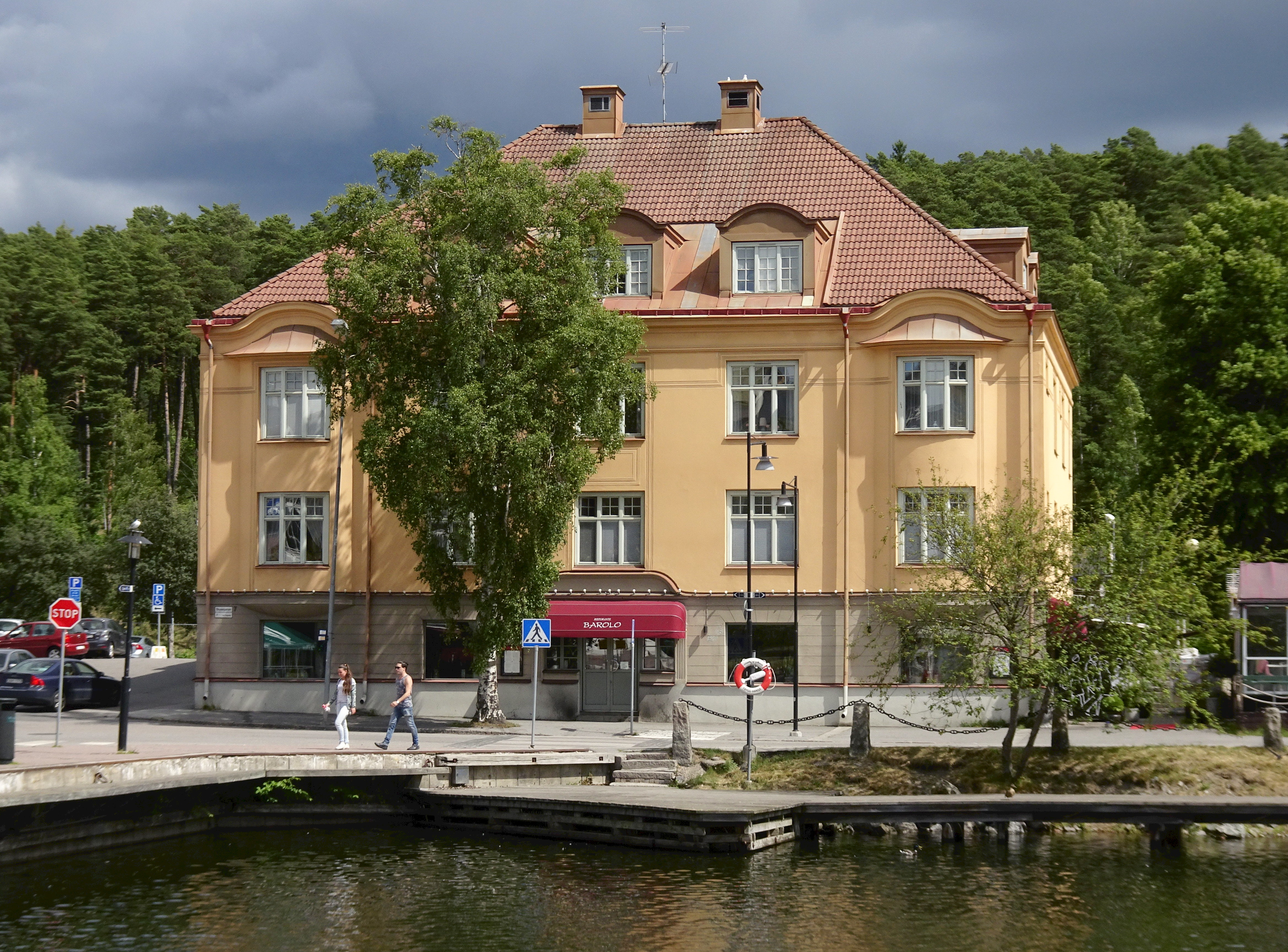
Sorbonska huset.
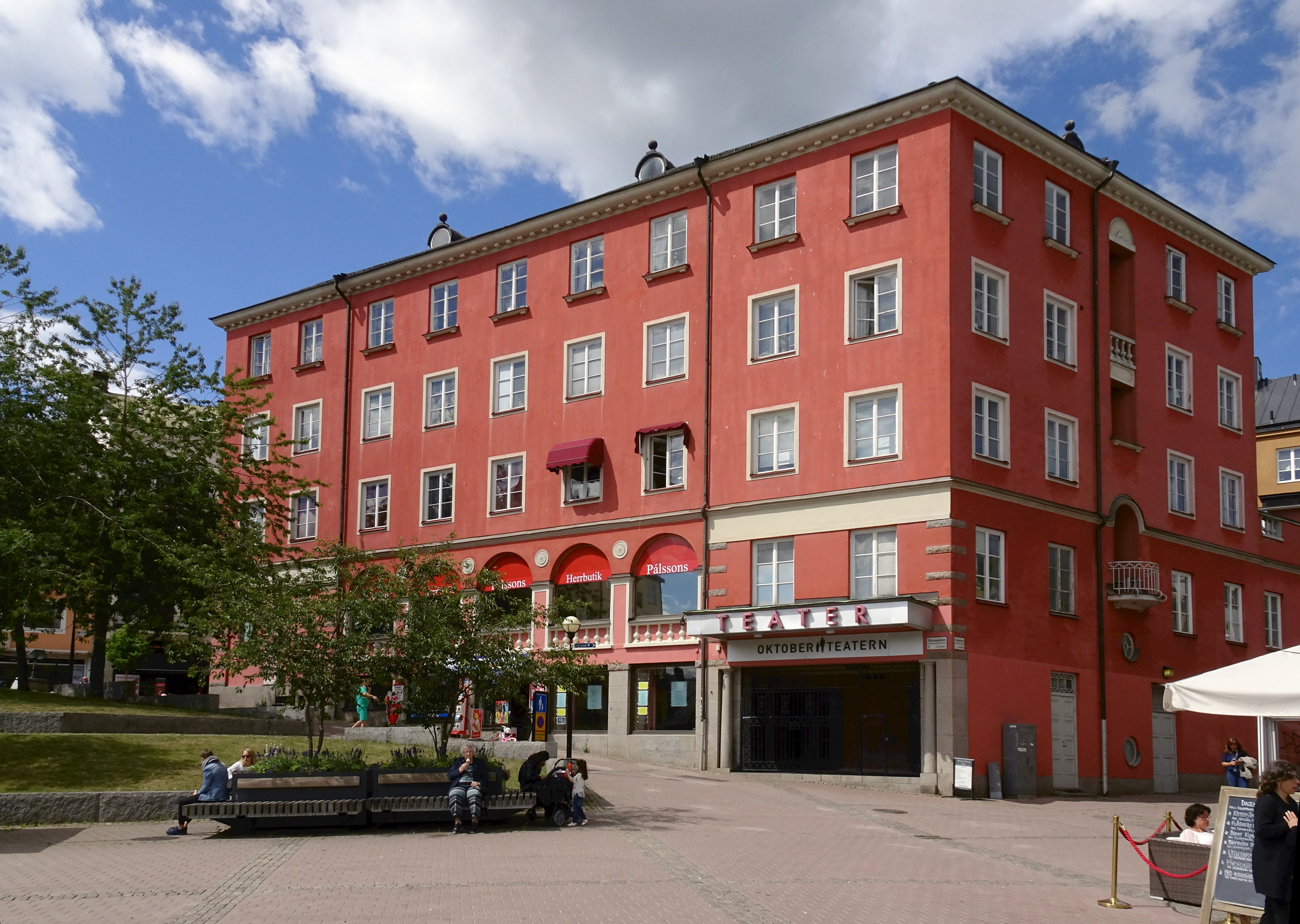
Oktoberteatern.
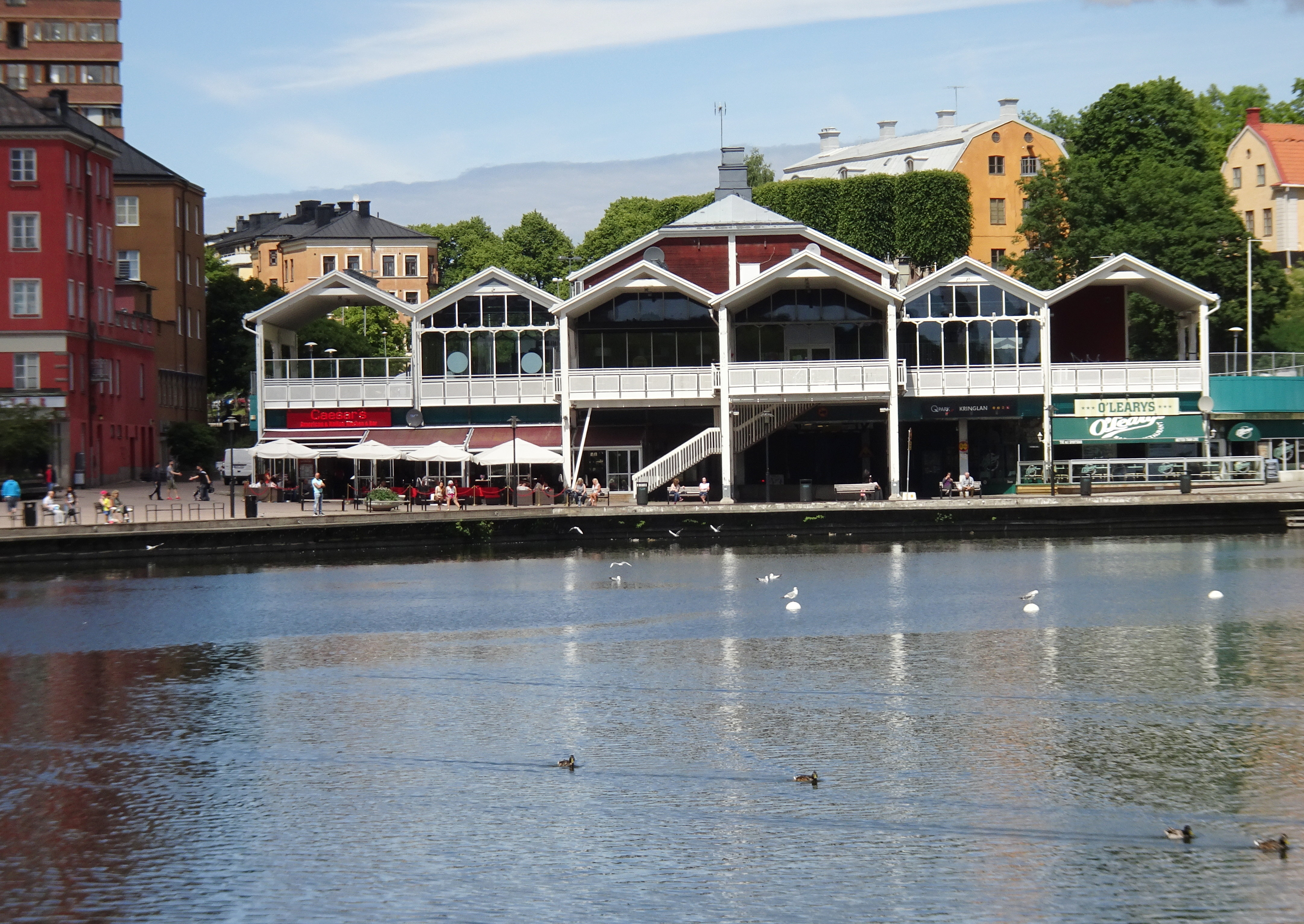
Restaurangbyggnad från 1996.
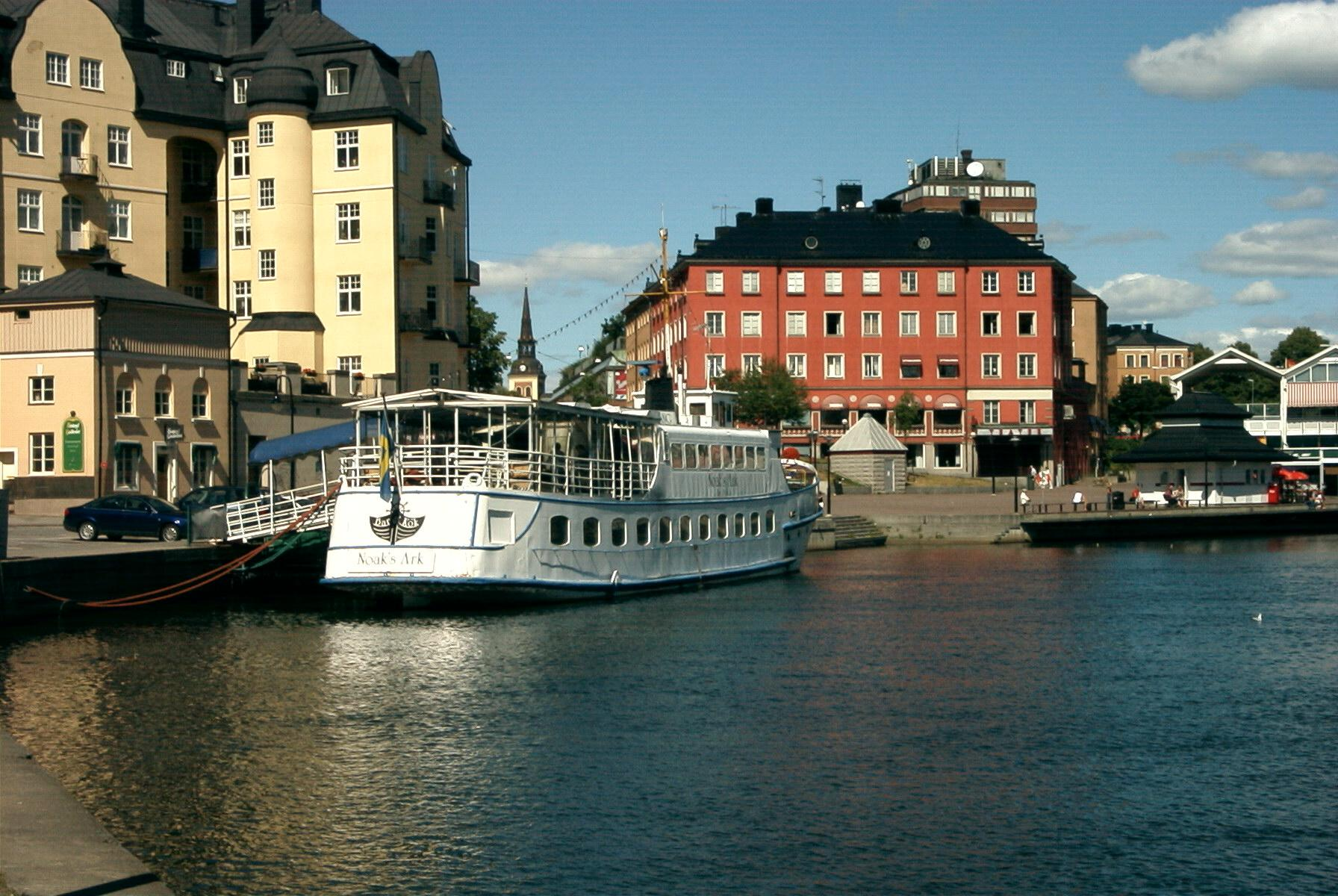
Maren och Marenplan 2003